# Macrocera grandis
Macrocera grandis is een muggensoort uit de familie van de Keroplatidae. De wetenschappelijke naam van de soort is voor het eerst geldig gepubliceerd in 1912 door Lundstrom.